# Athanasius Schneider
Athanasius Schneider, al secolo Anton (Tokmok, 7 aprile 1961), è un vescovo cattolico e saggista kirghiso, dal 5 febbraio 2011 vescovo ausiliare di Maria Santissima in Astana.

## Biografia
Nasce a Tokmok, in Kirghizistan, da genitori di origini tedesche, il 7 aprile 1961. Successivamente si trasferisce con la famiglia a Rottweil, in Germania.

### Formazione e ministero sacerdotale
Nel 1982 entra nell'ordine dei Canonici regolari della Santa Croce a S. Petersberg, in Austria. Frequenta la facoltà di filosofia a Roma presso la Pontificia università "San Tommaso d'Aquino", dal 1982 al 1983, e quella di teologia presso l'Institutum Sapientiæ di Anápolis in Brasile.
Il 25 marzo 1990 è ordinato presbitero dal vescovo Manuel Pestana Filho.
Nel 1997 consegue il dottorato in teologia patristica. Fino alla nomina episcopale ricopre gli incarichi di direttore spirituale del seminario e cancelliere della curia di Karaganda.
Oltre al tedesco e al russo, parla correttamente l'italiano, l'inglese, il portoghese, il francese, il greco e il latino.

### Ministero episcopale
L'8 aprile 2006 papa Benedetto XVI lo nomina vescovo ausiliare di Karaganda e vescovo titolare di Celerina. Il 2 giugno successivo riceve l'ordinazione episcopale, con il vescovo Nikolaus Messmer, all'altare della Cattedra nella basilica di San Pietro in Vaticano, dal cardinale Angelo Sodano, coconsacranti gli arcivescovi Józef Wesołowski e Jan Paweł Lenga.
In questo periodo si svolgono i lavori di costruzione della nuova cattedrale di Karaganda, un'opera ambiziosa in stile neogotico, che tra l'altro ricorda le vittime dei gulag sovietici, uno dei quali (Karlag) sorgeva non lontano dalla città. L'edificio è aperto al culto dal 2012.
Il 5 febbraio 2011 papa Benedetto XVI lo nomina vescovo ausiliare di Maria Santissima in Astana.
È noto per essere uno dei maggiori difensori della tradizione cattolica e della messa tridentina.
Nel 2015, dopo aver visitato su richiesta della Santa Sede due seminari della Fraternità sacerdotale San Pio X a Flavigny in Francia e a Winona negli Stati Uniti, ha affermato che "non ci sono gravi motivi per negare al clero e ai fedeli della Fraternità San Pio X un riconoscimento canonico ufficiale".
È segretario generale della Conferenza episcopale del Kazakistan, fino alla sua soppressione nel 2022.

## Genealogia episcopale
La genealogia episcopale è:
- Cardinale Scipione Rebiba
- Cardinale Giulio Antonio Santori
- Cardinale Girolamo Bernerio, O.P.
- Arcivescovo Galeazzo Sanvitale
- Cardinale Ludovico Ludovisi
- Cardinale Luigi Caetani
- Cardinale Ulderico Carpegna
- Cardinale Paluzzo Paluzzi Altieri degli Albertoni
- Papa Benedetto XIII
- Papa Benedetto XIV
- Papa Clemente XIII
- Cardinale Marcantonio Colonna
- Cardinale Giacinto Sigismondo Gerdil, B.
- Cardinale Giulio Maria della Somaglia
- Cardinale Carlo Odescalchi, S.I.
- Vescovo Eugène de Mazenod, O.M.I.
- Cardinale Joseph Hippolyte Guibert, O.M.I.
- Cardinale François-Marie-Benjamin Richard
- Cardinale Pietro Gasparri
- Cardinale Clemente Micara
- Cardinale Antonio Samorè
- Cardinale Angelo Sodano
- Vescovo Athanasius Schneider, O.R.C.

## Opere
- (DE) Athanasius Schneider, Propter sanctam ecclesiam suam: die Kirche als Geschöpf, Frau und Bau im Bussunterricht des Pastor Hermae, Institutum Patristicum Augustinianum, 1999.
- Athanasius Schneider, Dominus est. Riflessioni di un vescovo dell'Asia centrale sulla sacra comunione, Libreria Editrice Vaticana, 2008.; pubblicato anche in inglese (Dominus Est - It Is the Lord: Reflections of a Bishop of Central Asia on Holy Communion), tedesco (Dominus est : es ist der Herr ; Gedanken eines Bischofs aus Zentralasien über die heilige Kommunion ), francese (Dominus Est), polacco (Dominus est : refleksje biskupa z Azji Środkowej o Komunii świętej), portoghese (Dominius est! E o senhor! O dom inestimavel de la sagrada comunhao) e ungherese (Dominus est : egy közép-ázsiai püspök gondolatai a szentáldozásról).
- Athanasius Schneider, Corpus Christi: la Santa Comunione e il rinnovamento della chiesa, Libreria Editrice Vaticana, 2013.; pubblicato anche in tedesco (Corpus Christi: Gedanken über die heilige Kommunion und die Erneuerung der Kirche), inglese (Corpus Christi: holy communion and the renewal of the church), francese (Corpus Christi: la communion dans la main au coeur de la crise de l'Église), polacco (Corpus Christi: Komunia święta i odnowa Kościoła), ceco (Corpus Christi: svaté přijímání a obnova církve) e sloveno (Corpus Christi : Sveto obhajilo in prenova Cerkve).
- (DE) André Charton, Ahanasius Schneider, Karaganda - Kasachstan die Kathedrale Unsere Liebe Frau von Fatima Mutter aller Nationen, Hauteville/Schweiz Parvis-Verl.c, 2013.; pubblicato anche in francese (La cathédrale Notre-Dame de Fatima, mère de toutes les nations: Karaganda, Kazakhstan).
- (FR) Athanasius Schneider, Robert E. Vasa, Aldo Di Cillo Pagotto, Le synode sur la famille en 100 questions: Trois évêques témoignent, Renaissance catholique, 2015.
- Athanasius Schneider, Andate e portate frutto: esercizi spirituali ai sacerdoti, Fede & Cultura, 2015.
- Paul Cocard, Ahanasius Schneider, Non è pane, è Gesù: Il corretto modo di fare la comunione, Fede & Cultura, 2015.
- Athanasius Schneider Christus Vincit, Il trionfo di Cristo sulle tenebre del nostro tempo, Fede & Cultura, 2020. In inglese: Athanasius Schneider, Diane Montagna, Christus Vincit: Christ's Triumph Over the Darkness of the Age, Angelico Press, 2019. OCLC 1396124183)